# Chasm (videojuego)
Chasm es un videojuego metroidvania desarrollado y distribuido por Bit Kid, Inc. para Microsoft Windows, macOS, Linux, PlayStation 4 y PlayStation Vita en julio de 2018, Nintendo Switch en octubre de 2018, y Xbox One en noviembre de 2018.

## Jugabilidad
Inspirado en Castlevania: Symphony of the Night, Chasm cuenta la historia de un aspirante a caballero deseoso de probar su valía en una búsqueda en un pueblo minero cuyos recursos son esenciales. Aunque la historia sea la misma para todos los jugadores, el diseño exacto del mapa del mundo es único en cada aventura, por medio del uso de la generación procedural del juego combinada con secuencias de habitaciones hechas a mano. El combate (también similar a Castlevania) le da al jugador una opción de arma melé y un arma secundaria para infligir daño. A medida que los jugadores se aventuren dentro de la mina, podrán subir de nivel, recolectar armas nuevas, desde espadas hasta látigos, y usar artefactos que permitirán explorar el entorno de formas diferentes para encontrar áreas nuevas. Las peleas de jefes en el juego dependerán de memorizar patrones de ataque. También existen habitaciones con plataformas movedizas, algunas capaces de desaparecer, obstáculos del entorno y trampas, creando un balance entre combate y plataformas. En la aventura se podrán encontrar pueblerinos atrapados en jaulas. Al liberarlos serán enviados de regreso al pueblo, con una tienda o servicio ofrecido en el proceso, y se desbloqueará una nueva misión secundaria que expandirá el servicio que ofrecen. Cada mapa está separado en secciones temáticas como catacumbas y jardines.

## Desarrollo
El desarrollo inicial comenzó en 2012 con un prototipo. El personaje principal solo era capaz de luchar y saltar, y su diseño no ha cambiado prácticamente nada desde entonces. Bit Kid, Inc., el estudio con sede en Maryland, EE. UU., tenía la fe de vender la idea de un juego de vieja escuela a los editores en la Game Developers Conference, pero nadie ofreció financiar el juego. El equipo decidió hacer una financiación colectiva para el juego por medio de Kickstarter en 2013, la cual fue exitosa.

## Recepción
La versión de PC de Chasm obtuvo reseñas positivas y mixtas. Jeremy Peeples de Hardcore Gamer lo llamó «uno de los metroidvanias más finos jamás hechos». Tom Marks de IGN dijo que «Chasm es un metroidvania encantador y divertido con muchas ideas nuevas y geniales, incluso si sus mapas aleatorizados son poco interesantes». El escritor de GameSpot, Tom McShea, dijo que «Chasm es una aventura bien elaborada», y elogió su «combate y diseño visual magníficos».